# Nelson Pereira dos Santos

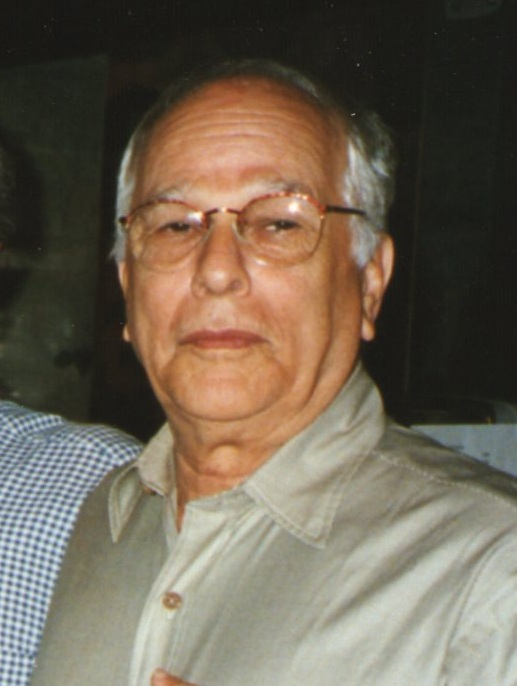
Em 1998.

Em Como era gostoso meu francês.

Nelson Pereira dos Santos ComRB • OMC (São Paulo, 22 de outubro de 1928 — Rio de Janeiro, 21 de abril de 2018) foi um cineasta brasileiro. Tendo sido um dos fundadores do movimento do Cinema Novo, sua produção atravessa um período de 60 anos na história do Brasil.
Considerado um dos mais importantes cineastas do país, foi fortemente influenciado pelas obras da geração de 1930 do modernismo literário brasileiro, tendo adaptado para o cinema obras de Graciliano Ramos e Jorge Amado. Seu filme Vidas Secas, baseado no romance de Graciliano, é um dos filmes brasileiros mais premiados em todos os tempos, sendo reconhecido como obra-prima. Em 2006, foi eleito Imortal pela Academia Brasileira de Letras, posto que ocupou até seu falecimento em 2018.

## Formação e primeiros trabalhos no cinema
Nascido em 1928 na cidade de São Paulo, Nelson foi batizado em homenagem ao Almirante Horatio Nelson. Frequentador assíduo de salas de cinema, o pai de Nelson o teria levado para uma delas pela primeira vez quando ele ainda era uma criança de colo.
Aos 15 anos de idade, no colégio secundarista, Pereira dos Santos, já aficionado pela literatura, torna-se membro do Partido Comunista Brasileiro e aproxima-se do intelectual Astrojildo Pereira, um de seus integrantes. O Partido, na época, era classificado como clandestino pelo governo de Getúlio Vargas. Nelson deixaria o Partido Comunista em 1956, ao retornar de um festival em Praga, onde apresentara Rio, 40 graus. Lá, o movimento anti-stalinista crescera, após a publicação do Relatório Kruschev, que denunciava os crimes de Stálin. Segundo Nelson, "o pessoal do partido no Brasil dizia que era intriga da imprensa burguesa. Eu simplesmente caí fora daquele subterrâneo e não me arrependo. Nunca mais me filiei a nenhum partido político".
Nelson graduou-se em direito pela Faculdade de Direito da Universidade de São Paulo, na turma de 1952. Com vontade de fazer cinema e após algumas experiências trabalhando em estúdios paulistanos, Nelson decide mudar-se para o Rio de Janeiro. Ainda em 1952 foi lançado o filme Balança, Mas Não Cai, comédia na qual atuou como assistente de direção. No ano seguinte, foi assistente de Alex Viany na produção Agulha no Palheiro.
Estudou por um ano no IDHEC, escola francesa de formação de cineastas, mas não gostou da experiência, decidindo aprender sobre a arte tornando-se crítico de cinema.

## A polêmica deRio, 40 Grause a fundação do Cinema Novo
O primeiro longa-metragem de ficção que Nelson realiza enquanto diretor é Rio, 40 Graus (1955). O filme foi parcialmente financiado pelo Partido Comunista, por intermédio do produtor João Tinoco. Fundos para a realização do longa também foram adquiridos quando seu diretor apresentou, para um produtor tradicional de cinema, um roteiro relativo a uma comédia musical que supostamente seria feito caso ele conseguisse arrecadar o dinheiro necessário. A equipe de filmagem teria trabalhado mediante pouco ou nenhum pagamento, e as câmeras utilizadas na produção do longa foram emprestadas pelo Instituto Nacional de Cinema, graças a um dos seus funcionários mais célebres, o cineasta Humberto Mauro. Entre os integrantes da equipe estava o sambista Zé Kéti, autor da canção "A Voz do Morro", que serve como abertura para Rio, 40 Graus.
O filme ficou meses retido pela polícia do Rio de Janeiro, então chefiada pelo coronel Geraldo Menezes Côrtes. A justificativa oficial para a censura da obra foi a de que, no Rio de Janeiro, a sensação térmica nunca teria atingido os 40 graus do título. Os motivos reais, entretanto, estavam na forma como o filme retratava a desigualdade social na cidade e abordava a cultura popular brasileira. A censura de Rio, 40 Graus virou notícia em todo o Brasil, gerando uma campanha pela liberação do filme, que afinal foi lançado em 1955.
Segundo a biógrafa Helena Salem, depois de todo o escândalo envolvendo Rio, 40 Graus, o filme foi lançado em Porto Alegre, São Paulo, Belo Horizonte e Rio de Janeiro, em grande circuito, e foi um estouro de bilheteria . Além disso, ecoou entre os jovens intelectuais brasileiros, que se entusiasmaram com as inovações estéticas e temáticas do filme, tidas como precursoras do movimento do cinema novo.
Na época, o então jovem crítico de cinema baiano Glauber Rocha estava entre as pessoas que se interessaram por Nelson, e acabou indo ao Rio de Janeiro com a intenção de trabalhar com ele. De fato, Glauber tornou-se assistente de direção de Nelson, no seu longa seguinte, Rio, Zona Norte (1957). O filme conta a história do sambista Espírito da Luz, interpretado por Grande Otelo, tendo sido livremente inspirado na vida de Zé Kéti, que também compôs a trilha sonora. Em retribuição, Nelson montou Barravento (filme) (1962), primeiro longa-metragem de Glauber.
Rio, 40 Graus e Rio, Zona Norte são considerados filmes de importância basilar para o Cinema Novo. Tendo realizado ambas as películas e participado da estreia de Glauber no longa-metragem, Nelson rapidamente passou a ser visto como uma espécie de figura paterna entre os diretores cinemanovistas.

## Trabalho como educador
Nelson Pereira dos Santos foi professor de Cinema na Universidade de Brasília. Uma de suas alunas foi a cineasta Tizuka Yamasaki, que participou da produção do curta Fala, Brasília (1966).
Fundou, em 1968, o cinema do Centro de Artes da Universidade Federal Fluminense (UFF), instalado no prédio do antigo Cassino Icaraí. Também foi fundador do curso de graduação em Cinema da UFF e atuou como professor do Instituto de Arte e Comunicação Social da mesma universidade.
Em 2005, foi incluído no Quadro Suplementar da Ordem de Rio Branco, pelo presidente Luiz Inácio Lula da Silva com a Ordem de Rio Branco, no grau de Grande Oficial.

## Eleição para a ABL

### Academia Brasileira de Letras
Em 2006 foi eleito para a Academia Brasileira de Letras (ABL), ocupando a cadeira 7, cujo patrono é Castro Alves. Foi o primeiro cineasta brasileiro a se tornar membro da ABL, onde realizou, em 2009, o documentário Português, a Língua do Brasil. Após seu falecimento, a cadeira 7 da ABL foi ocupada por Cacá Diegues, colega cineasta de Nelson e, como ele, integrante do movimento do Cinema Novo.

## Falecimento, memória e homenagens
Nelson Pereira dos Santos morreu em 21 de abril de 2018, aos 89 anos, em decorrência de um câncer de fígado, diagnosticado 40 dias antes, e de falência de múltiplos órgãos, em consequência de uma pneumonia. O velório aconteceu na Academia Brasileira de Letras, no Rio de Janeiro.  O corpo foi sepultado no mausoléu da ABL, no Cemitério São João Batista, Zona Sul do Rio. O realizador foi homenageado (in memoriam) na cerimônia do Óscar 2019.
Também foi homenageado pelo Centro de Artes da Universidade Federal Fluminense, fundado por ele, com uma mostra que exibiu os filmes Rio, Zona Norte, Vidas Secas, O Amuleto de Ogum, Memórias do Cárcere e A Música segundo Tom Jobim, alguns dos quais em cópias 35mm emprestados pelo Arquivo Nacional. Além de celebrar a vida e a obra de Nelson Pereira dos Santos, a mostra também fez parte da celebração de 50 anos da fundação do cinema da UFF.
O conservador-chefe da Cinemateca do Museu de Arte Moderna do Rio de Janeiro, Hernani Heffner, ministrou o curso Petrobrás 4xNelson, dividido em 4 aulas, fazendo um panorama geral sobre a trajetória do cineasta. O curso foi programado em paralelo com uma mostra de filmes de Nelson na Cinemateca, e havia sido originalmente planejado quando Nelson ainda era vivo. A ideia era de que o cineasta participasse do curso.
Quando Carlos Diegues fundou o cineclube da Academia Brasileira de Letras, com o objetivo percorrer a história do cinema brasileiro por meio de exibições e debates de filmes, uma das películas exibidas foi  Rio, 40 Graus.
Quando morreu, Nelson tinha um filme em produção, o qual retrataria a vida do segundo e último monarca brasileiro, Dom Pedro II do Brasil. O longa-metragem seria baseado no livro do José Murilo de Carvalho, Dom Pedro II — Ser ou não ser.
Em sua alma mater, a Faculdade de Direito da Universidade de São Paulo, foi criado um grupo denominado Nelson 121, com o objetivo de estudar e compreender as relações existentes entre o setor audiovisual e o direito. O número 121 refere-se ao número da turma de Nelson, graduada em 1952.

## Filmografia[9]
- 1955 - Rio, 40 Graus (Direção/Roteiro)
- 1957 - Rio, Zona Norte[10] (Direção/Roteiro)
- 1960 - Mandacaru Vermelho (Direção/Roteiro)
- 1962 - Boca de Ouro (Direção/Roteiro)
- 1963 - Vidas Secas (Direção/Roteiro adaptado da obra de Graciliano Ramos)
- 1966 - El Justicero (Direção/Roteiro)
- 1967 - Fome de Amor (Direção/Roteiro)
- 1969 - Azyllo Muito Louco (Direção/Roteiro)
- 1970 - Como Era Gostoso o Meu Francês (Direção/Roteiro)
- 1972 - Quem é Beta? (Direção/Roteiro)
- 1973/1974 - O Amuleto de Ogum (Direção/Roteiro)
- 1975 - Tenda dos Milagres (Direção/Roteiro)
- 1979 - Na Estrada da Vida com Milionário & José Rico (Direção/Roteiro)
- 1983 - Memórias do Cárcere (Direção/Roteiro)
- 1985/1986 - Jubiabá (Direção/Roteiro)
- 1992 - A Terceira Margem do Rio (Direção/Roteiro, baseado nos contos “A terceira margem do rio”, “A menina de lá”, “Os irmãos Dagoberto”, “Fatalidade e seqüência” do livro Primeiras estórias, de João Guimarães Rosa)
- 1995 - Cinema de Lágrimas (Direção/Roteiro)
- 2003 - Raízes do Brasil (documentário) (Direção/Roteiro)
- 2006 - Brasília 18% (Direção/Roteiro)

Documentários, curtas e médias-metragens

- 1950 - Juventude (curta-metragem) (Direção)
- 1958 - Soldados do fogo (curta-metragem) (Direção)
- 1965 - Um moço de 74 anos (curta-metragem) (Direção)
- 1965 - O Rio de Machado de Assis (curta-metragem) (Direção/Roteiro)
- 1966 - Fala Brasília (curta-metragem) (Direção/Roteiro)
- 1966 - Cruzada ABC (curta-metragem) (Direção)
- 1970 - Alfabetização (curta-metragem) (Direção)
- 1973 - Cidade Laboratório de Humboldt 73 (media-metragem) (Direção)
- 1978 - Nosso mundo (Repórteres de TV) (curta-metragem) (Direção)
- 1998 - Guerra e Liberdade - Castro Alves em São Paulo (Direção/Roteiro)
- 2009 - Português, a Língua do Brasil (documentário) (Direção)
- 2012 - A Música segundo Tom Jobim (documentário) (Direção)
- 2013 - A Luz do Tom (documentário) (Direção)

Produzido para a TV Educativa

- 1981 - Um ladrão (Insônia) (Direção/Roteiro, baseado no conto “Insônia” de Graciliano Ramos)
- 1982 - Missa do Galo (curta-metragem) (Direção/Roteiro,  baseado em conto de Machado de Assis)
- 1982 - A arte fantástica de Mario Gruber (Direção)
- 1982 - La drôle de guerre (realizado na França e produzido pelo Centre Georges Pompidou) (Direção/Roteiro,  inspirado no diário de guerra do escritor Raymond Queneau)
- 2001 - Meu Cumpadre Zé Keti (curta-metragem) (Direção/Roteiro)

Programas para a televisão

- 1980 - Cinema Rio – TV Educativa
- 1983 - O mundo mágico – Rede Manchete
- 1984 - A música segundo Tom Jobim – Rede Manchete
- 1984 - Capiba – Rede Manchete
- 1985 - Eu sou o samba – Rede Manchete
- 1985 - Bahia de todos os santos – TV Bahia
- 1987 - Super Gregório – Rede Manchete
- 2000/2001 - Casa grande & senzala – Série em quatro episódios

Assistente de direção

- 1951 - O saci – direção de Rodolfo Nanni
- 1952 - Agulha no palheiro – de Alex Viany
- 1953 - Balança mas não cai – de Paulo Vanderlei

Montador

- 1961 - Barravento – de Glauber Rocha
- 1962 - O menino de calça branca – de Sérgio Ricardo
- 1964 - Pedreira de São Diogo (Cinco vezes favela)– de Leon Hirszman
- 1964 - Maioria absoluta – de Leon Hirszman
- 1968 - Cantores e trovadores – de Evandro Moura
- 1985 - A nova era – de Nilo Sérgio

Produtor

- 1958 - O grande momento – de Roberto Santos
- 1965 - A opinião pública – de Arnaldo Jabor
- 1975 - As aventuras amorosas de um padeiro – de Waldyr Onofre
- 1977 - A dama do lotação – de Neville d’Almeida
- 1990 - Sonhei com você – de Ney Sant’Anna

Ator

- 1961 - Mandacaru vermelho – de Nelson Pereira dos Santos
- 1968 - Jardim de guerra – Neville d’Almeida